# 龚道立
龚道立（1554年—？），字應身，號修吾、修默，直隸常州府武进人，軍籍，明朝政治人物。

## 生平
萬曆元年（1573年）癸酉應天乡试第七十四名举人，十一年癸未科会试第二百五名，十四年（1586年），登丙戌科廷试二甲三十六名進士，户部观政，十五年授兵部武库司主事，二十年升车驾司员外郎，升武选司郎中。万历二十年（1592年）接替伍士望任建宁府知府一职，后讲学于濂洛诸贤故址。二十二年升任河南按察副使。二十六年丁憂，二十九年四月补江西副使、分守岭北道，三十三年九月升本省右参政兼佥事，照旧管事。三十六年十一月升湖广按察使兼右参议，三十七年致仕。

## 家族
曾祖龚大有，辛未進士、監察御史。祖父龚濟民，引禮舍人，赠參政兼佥事。父龚曰敬，知事，赠參政兼佥事。前母孫氏，继母湯氏，生母杨氏。慈侍下。兄龚道衡（國子生）、龚道通、龚道远。弟龚道高（庠生）、龚道遇、龚道脩、道傅、龚道醇（庠生、官兖州府同知、云南府知府）、道廉、道心、道備、道基、道成。